# Maria Tudor (Gomes)
Maria Tudor és una òpera en quatre actes composta per Antônio Carlos Gomes sobre un llibret italià de Emilio Praga, basat en el drama homònim de Victor Hugo. S'estrenà al Teatro alla Scala de Milà el 27 de març de 1879.

## Origen i context
Amb Maria Tudor, la seva última partitura destinada a un teatre italià, Gomes sembla recuperar aires, a una dècada de l'aparició del verisme, del primer romanticisme italià al triar una reina anglesa, com si seguís exemples de Rossini, Mayr, Pavesi, Coccia, Donizetti, Pacini… L'exigit quartet vocal sobre el qual Gomes construeix la seva trama musical i dramàtica ha de ser de nivell. Cal pensar que els que van estrenar l'obra a Milà es deien Anna D'Angeri, a qui Verdi directament va triar perquè estrenés la seva Simon Boccanegra, en la seva versió revisada del 1881, Francesco Tamagno, Giorgio Kaschmann i Édouard de Reszke. La maduresa compositiva de Gomes apareix ja en el superb i melancòlic preludi que dona inici a la composició on, com és el seu costum, avança els principals motius de l'òpera.
Amb el personatge de Maria, Gomes culmina la seva trajectòria d'heroïnes fortes però vulnerables, capaces dels majors sacrificis i renúncies quan troben un ideal en la seva vida que no és el simple acomodament a les convencions. Aquí, la reina anglesa es veu indecisa davant de dos dilemes: perdonar o castigar el seu amant italià Fabiano Fabiani (el tenor), que el traeix amb la plebea Giovanna (una altra soprano). L'italià anirà finalment al patíbul, per un malentès al voltant d'un punyal que porta el seu
nom a l'empunyadura. I tot passa davant la mirada desesperada de la reina, en una situació que recorda l'escena final de Roberto Devereux de Donizetti. Per tant, es precisa per a la Tudor, d'un tipus de soprano spinto, vigorosa en els accents i sobrada de registres.